# 威爾科克斯山
67°57′S 66°56′W / 67.950°S 66.933°W
威爾科克斯山（Mount Wilcox），是南極洲的山峰，位於葛拉漢地的法利埃海岸，處於斯奎爾灣東南端，由讓-巴蒂斯特·夏古率領的法國探險隊發現和測量，現時由南極條約體系管理。